# Euricania cyanescens
Euricania cyanescens är en insektsart som först beskrevs av Le Guillou 1841.  Euricania cyanescens ingår i släktet Euricania och familjen Ricaniidae. Inga underarter finns listade i Catalogue of Life.